# St. Jacques-Coomb's Cove
St. Jacques-Coomb's Cove es un pueblo canadiense situado en la provincia de Terranova y Labrador.

## Superficie
St. Jacques-Coomb's Cove tiene una superficie de 81,89 km².

## Demografía
En 2021, tenía 546 habitantes, una densidad poblacional de 6,7 hab./km², y 287 viviendas.